# 650
سنة 650 م كانت سنة بسيطة تبدأ يوم الجمعة (الرابط يظهر نموذج التقويم الكامل للسنة) من التقويم اليولياني. بدأت تسمية السنة ب650 منذ العصور الوسطى المبكرة، عندما أصبح تقويم أنو دوميني هو الأسلوب السائد في أوروبا لتسمية السنوات.

## مواليد
- عطية بن عمرو العنبري
- جرير
- حاجب بن ذبيان التميمي من شعراء العصر الأموي
- هريم بن أبي طحمة أحد القادة والفرسان في العصر الأموي.
- عثمان بن عنبسة من أمراء الدولة الأموية.
- العجير بن عبد الله السلولي من شعراء العصر الأموي.
- خارجة بن زيد بن ثابت
- فرقد السبخي تابعي، ومن الذين اشتهر عنهم الزهد والعبادة
- ولادة بنت العباس زوجة الخليفة عبد الملك بن مروان وأم ابنيه الخليفة الوليد بن عبد الملك والخليفة سليمان بن عبد الملك.

## وفيات
- الحسن بن محمد الصغاني
- الحطيئة
- أبي بن كعب